# Angeli di Mons

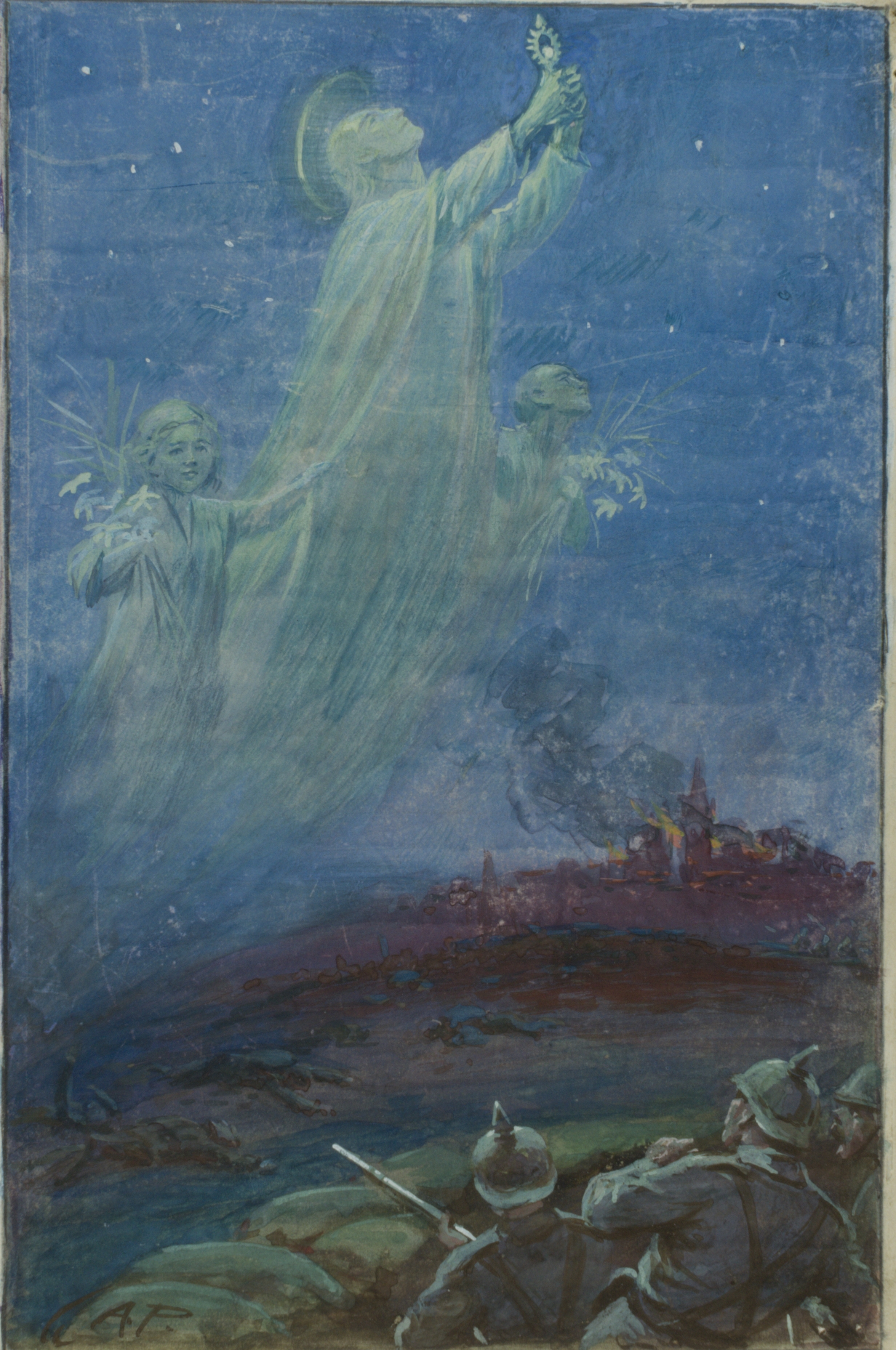
L'apparizione rappresentata in un acquarello dall'artista Alfred Pearse

Con il termine gli angeli di Mons prende il nome la leggenda, che ha avuto origine durante la battaglia di Mons del 23 agosto 1914, secondo la quale la fortunosa ritirata di circa 5000 soldati appartenenti a reparti del Corpo di Spedizione Britannico, inviato in aiuto del Belgio e della Francia nordorientale, che erano stati travolti da circa 21.000 soldati tedeschi che presidiavano le linee germaniche fu possibile solo grazie all'intervento soprannaturale di spettri che coprirono la "Grande ritirata".
La leggenda, allora propagandata dal Governo britannico e dalla Chiesa di Inghilterra per rianimare l'umore delle truppe, fu ulteriormente diffusa un mese dopo dal racconto dello scrittore gallese Arthur Machen.
La leggenda venne ripresa nel 2001 da un giornalista di un noto quotidiano nazionale britannico, che sosteneva di aver ritrovato nella Magione di Woodchester un diario di un soldato e alcune prove fotografiche e cinematografiche che avrebbero dimostrato la reale apparizione degli angeli di Mons. Dopo aver attirato molta attenzione, il giornalista fu però costretto ad ammettere di essersi inventato tutto.

## Contesto

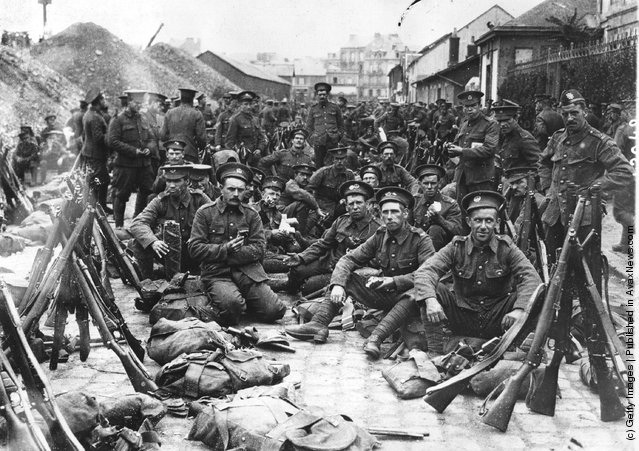
Soldati britannici a Mons

Il 22 agosto 1914 il secondo Corpo di spedizione britannico, forte di circa 40.000 uomini, si era disposto lungo il canale Mons in Belgio e stava tenendo la posizione, tentando di ostacolare le preponderanti forze tedesche comandate dal generale Alexander von Kluck. Dopo aver arrestato una prima offensiva, gli inglesi erano però ormai prossimi al tracollo, tuttavia i tedeschi, seppur in vantaggio per numero di uomini e di obici, non furono in grado di sferrare il colpo di grazia all'esercito britannico, che ebbe così tutto il tempo di ritirarsi fino ad una quarantina di chilometri a nord di Parigi, unendosi alle forze francesi e consentendo di vincere i tedeschi sul fiume Marna durante la prima battaglia della Marna.
La Grande ritirata e la successiva riorganizzazione delle forze anglo-francesi impedirono di fatto l'occupazione della Francia e il suo collasso, bloccando l'offensiva tedesca e dando inizio alla tragica guerra di trincea, che vide lo stallo sul fronte occidentale sino alla sconfitta tedesca dell'11 novembre 1918.

## La leggenda
Una delle leggende più antiche e famose per spiegare il mancato annientamento dell'esercito britannico nelle Fiandre nacque il 29 settembre 1914 dalla penna di Arthur Machen, giornalista dedito all'occultismo e conoscente del mago Aleister Crowley. La ritirata britannica era pressoché impossibile da Mons, in quanto i tedeschi avevano sfondato le linee della Triplice intesa e stavano aggirando gli inglesi con la cavalleria, ma in modo del tutto imprevisto il colpo di grazia ai britannici non venne sferrato.
Un articolo pubblicato sul periodico londinese Evening News un mese dopo la miracolosa ritirata dei soldati britannici affermò che questi ultimi sarebbero stati tratti in salvo dall'apparizione di una squadriglia di angeli che si libravano sulle loro teste. Al tempo, la notizia, manifestamente inventata, fece un enorme scalpore e venne tramandata di bocca in bocca. Si parlò d'una forma di isteria collettiva che s'era impadronita dei soldati, i quali pare avessero descritto i fantasmi come figure diafane, pallide, evanescenti, armati di un lungo arco, che avevano fatto imbizzarrire i cavalli dei tedeschi, i quali dalla paura s'erano dispersi. Gli spettri apparsi sul campo di battaglia di Mons sarebbero stati identificati come gli spiriti rimasti senza sepoltura degli arcieri inglesi che avevano messo in fuga, nel 1415, le armate francesi durante la battaglia di Azincourt. Gli angeli di Mons avrebbero protetto la ritirata britannica puntando le loro frecce contro i tedeschi ed uccidendoli in un modo da non lasciare ferite evidenti. Machen citò alcune lettere in suo possesso, ricevute da alcuni soldati che avevano combattuto a Mons, che descrivevano la scena come "una lunga schiera di ombre trasparenti, circondate da un alone luminoso". Nonostante Machen abbia sempre affermato che tale racconto era solo il frutto della sua fantasia, fu dato credito alla storia, fino a diventare una leggenda popolare e per alcuni ritenuta anche vera. Secondo gli scettici, la diffusione della leggenda fu certamente favorita da ingenui cappellani militari e probabilmente anche dall'intelligence britannica per risollevare gli animi dei soldati provati dalla guerra.
Tuttavia, alcuni autori (come Louis Pauwels e Jacques Bergier nel libro Il mattino dei maghi) evidenziano che le lettere dei soldati furono inviate non ad Arthur Machen, ma al quotidiano The Evening News (sulle pagine del quale era stato pubblicato il racconto di Machen), e che alcuni degli estensori di tali lettere (alcune delle quali pubblicate) giurarono sul proprio onore di patrioti di raccontare la pura e semplice verità.
Dal punto di vista rigorosamente storico, comunque, l'arresto delle armate teutoniche non ebbe alcunché di sensazionale, e tanto meno di prodigioso. Al tempo, infatti, i mezzi motorizzati erano ancora pochissimi, pertanto la fanteria marciava a piedi anche per quaranta chilometri al giorno con zaini di quaranta chili sulle spalle, così come la cavalleria doveva viaggiare ad una velocità non di troppo superiore, al fine di coprire la fanteria da possibili attacchi. Ciò considerato, non è così del tutto improbabile che l'arresto delle armate assalitrici fosse imputabile proprio alla stanchezza, la quale fu fatale sulla Marna il mese successivo, in quanto costrinse l'alto comando germanico a modificare i piani di guerra connessi al "Piano Schlieffen".

## Nella cultura di massa
- The Angels of Mons è un cortometraggio muto del 1915, diretto da L.C. MacBean e Fred Paul, che narra la fantastica vicenda.

- L'evento viene citato in varie lettere trovabili dal giocatore nel videogioco del 2023 Amnesia: The Bunker.

## Bufala del 2001
Nel 2001, un articolo apparso sul The Sunday Times riferì che erano state trovate prove fotografiche, cinematografiche e un diario che avrebbero testimoniato l'effettiva apparizione degli angeli di Mons a un soldato della prima guerra mondiale di nome William Doidge. L'articolo riportava una lunga storia in cui il soldato Doidge era coinvolto con un soldato americano e un angelo visto anni dopo alla Magione di Woodchester. Venne riferito anche che Marlon Brando e Tony Kaye avevano offerto fino a 350.000 sterline per comprare le prove scoperte per ricavarne un film. Altri giornali come Variety e il Los Angeles Times, insieme a diversi programmi televisivi, iniziarono a seguire e diffondere la storia; venne inoltre creato un sito web relativo alla leggenda, in breve diventato molto popolare. Secondo quanto riferito, l'antico filmato sarebbe stato trovato in un baule nel negozio di antiquariato di Danny Sullivan a Monmouth, vicino a Caerleon (luogo di nascita dello scrittore Arthur Machen, creatore della leggenda). Nel 2002, nella trasmissione radiofonica della BBC The Making of an Urban Myth, l'antiquario Sullivan ammise che la storia era in realtà una truffa totale, creata per suscitare interesse per la Magione di Woodchester e che non erano mai esistiti né il filmato e né il soldato.